# Банскалии
Банскалии са жителите на град Банско, България. Това е списък на най-известните от тях.

## Родени в Банско
А – Б – В – Г – Д –
Е – Ж – З – И – Й —
К – Л – М – Н – О —
П – Р – С – Т – У —
Ф – Х – Ц – Ч – Ш —
Щ – Ю – Я

### А
- Асен Тодев (1882 – 1935), български революционер, първи кмет на Банско
- Александър Георгиев Колчагов – Цанката, деец на ВМОРО и ВМРО, протогеровист[1]
- Александър Иванов Зехтинджиев (10 септември 1889 – 1924), участник в Балканската война, търговец и ханджия, в 1923 г. укривал Александър Буйнов, Георги Ковачев и други, за което е отвлечен от дейци на ВМРО на 14 януари 1925 г. го убиват в местността Купено[2]
- Александър Попович, завършил право в Одеския университет в 1894 година[3]
- Александър Чучулаин (1885 – 1969), български историк, богослов, публицист и краевед
- Алекси Хаджиниколов (1749 – 1802), български търговец и дарител
- Ангел Балев (1882 – 1965), български общественик и революционер
- Атанас Фурнаджиев (1882 – 1940), български революционер

### Б
- Благой Николов Ангелинин (8 март 1891 – 9 ноември 1928), роден в бедно селско семейство, работи като магазинер в кооперация „Освобождение“, член на БКП от основаването на организация на партията в Банско в 1919 г., като до 1923 г. е в ръководството ѝ, участва в подготовката на Септемврийското въстание, а по време на въстанието е в групата щурмувала казармите в Разлог, след потушаването на въстанието е арестуван и бит, продължава да се занимава с комунистическа дейност, работи в кременския дърворезбен чарк в местността Арами бунар, запален е на работното си място от дейци на ВМРО на 9 ноември 1928 г.[4]
- Благой Тодев, (1868 – 1937), български революционер
- Благо Ушев, (1885 – 1907), български революционер
- Борис Вапцаров (1915 – 1980), български комунист, брат на Никола Вапцаров
- Борис Голев (1878 – 1918), български революционер
- Борис Еринин (1899 – 1991), български инженер и краевед
- Борис Зографов (1921 – 1998), български резбар
- Борис Тодев (1877 – 1905), български революционер
- Борислав Ангелов Балев (9 февруари 1912 – ?), завършил в 1941 година лесовъдство в Софийския университет[5]

### В
- Владимир Голев (1922 – 2011), български поет и драматург
- Хаджи Вълчо (1710 – 1772), търговец, ктитор на манастирите Зограф и Хилендар в Света гора Атон, брат на йеромонах Паисий Хилендарски и на игумена на Хилендар Лаврентий

### Г
- Георги Голев (1869 – 1921), български учител и революционер
- Георги Догарадин, български просветен деец и предприемач
- Георги Иванов (1858 – ?), завършил право в Москва в 1881 г.[6]
- Георги Малчев (р. 1947), български резбар
- Георги Молеров (? – 1878), български живописец
- Георги Чакъров Мървака, български революционер, деец на ВМОРО
- Георги Х. Витанов, учил в Робърт колеж от 1874/1875 до 1879/1880 година[7]
- Герасим Огнянов (1885 – 1912), български революционер
- Георги Пирински-старши (1901 – 1992), български политик, комунист, македонист
- Георги Разлогов (1866 – ?), български общественик и просветен деец
- Георги Хадживълков, български просветен деец
- Георги Хаджитодоров (1873 – след 1943), български революционер

### Д
- Димитър Арабаджиев, свещеник и учител в родния си град в първата половина на XIX век, баща на Лазар, Иван и Милана Младенови[8]
- Димитър Бараков (1888 – 1931), български комунисти и кмет на града в периода 1921 – 1923
- Димитър Бърдарев (р. 1949), български алпинист и университетски преподавател
- Димитър Велеганов (1812 – 1883), български леяр
- Димитър Георгиев, деец на ВМРО, убит от михайловисткото крило[9]
- Димитър Голев (1890 – 1957), български юрист и политик
- Димитър Захов, свещеник в Банско ок. 1838 година, след това учител в Банско и Якоруда[10]
- Димитър Иванов Хаджирадонов (17 ноември 1917 – ?), завършил в 1942 година медицина в Софийския университет[11]
- Димитър Колчагов, деец на ВМРО, убит в братоубийствените борби след 1928 година[12]
- Димитър Младенов (1895 – 1951), български военен деец, полковник
- Димитър Молеров (ок. 1790 – 1853), български зограф
- Димитър Молеров (1874 – 1961), български фолклорист
- Димитър Радонов (1917 – 2011), български учен, лекар, гинеколог
- Димитър Сирлещов (1838 – 1913), учи при Симеон Молеров, търговец във Виена, инициира построяването на църква в Банско и рисува в църквите „Св. Димитър“ в Бачево (1883), „Св. Троица“ в Банско (1892 – 1898), „Св. Богородица“ в Бобошево (1890 – 1898), както и църкви в Кюстендилско[13]
- Димитър Стефанов – Маминото, български революционер от ВМОРО[14]
- Димитър Тодев (1873 – 1952), български революционер
- Димитър Фурнаджиев (1866 – 1944), български общественик
- Димитър Хаджитодоров (1911 – 1945), български комунистически деец

### Е
- Екатерина Константинова (1906 – ?), българска революционерка от ВМРО

### З
- Зорница Терзиева (1885 – ?), завършила математика в Загребския университет в 1907 година[15]

### И
- Иван Герман (около 1790 – ?), български търговец и дарител
- Иван Колчагов, български революционер
- Иван Михайлов, доброволец в Българската армия през Сръбско-българската война в 1885 година[16]
- Иван Младенов (? – 1884), български учител и революционер
- Иван Попович, български свещеник и революционер
- Иван Попстефанов (1868 – 1959), български революционер
- Иван Сичанов, учил в Робърт колеж от 1869/1870 година до 1872/1873 година, когато завършва[17] протестантски пастор в Пловдив след това[18]
- Иван Ал. Сугарев – Солиманчето (? – след 1943), български революционер от ВМОРО, куриер[19][20]
- Иван Хадживълканов (1873 – 1929), български революционер
- Иван х. Тодоров, български революционер от ВМОРО, четник на Стефан Димитров[21]
- Иванчо Витанов, учил в Робърт колеж в 1877/1878 година[7]
- Иван Чучулаин, български революционер и краевед
- Исаак Велбъждски (р. 1982), български духовник

### Й
- Йеротей Рилски (около 1732 – 1820), български духовник, проигумен на Рилския манастир
- Йонко Вапцаров (1861 – 1939), български революционер

### К
- Кандит Дъгарадин (1830 – 1909), български революционер, хаджия
- Константин Н. Иванов, завършил право в Брюксел в 1900 г.[6]
- Константин Савков, доброволец в Българската армия през Сръбско-българската война в 1885 година[16]
- Константин Стефанов (1879 – 1940), български просветен деец
- Константин Хаджирадонов (1893 – 1967), български търговец, общественик и краевед, починал в София[22]
- Костадин Бараков (1910 – 1944), български просветен деец, комунист
- Костадин Колчагов (1865 – 1954), български революционер от ВМОРО
- Костадин Марунчев (1866 – 1932), български художник
- Костадин Молеров (1876 – 1957), български фолклорист
- Костадин Сирлещов (1879 – 1913), български революционер
- Костадин Чучулайн (1861 – 1941), български революционер, духовник и учител
- Крум Радонов (1912 – 2002), български партизанин, генерал-лейтенант

### М
- Мария Тодева (1886 – 1969), българска учителка и революционерка
- Миле Рахов (1869 – 1940), български революционер
- Минчо Зографов (1882 – ?), български зограф и дърворезбар

### Л
- Лазар Герман (около 1775 – около 1840), български търговец и дарител, брат на Михаил Герман
- Лазар Костов (около 1845 – 1882), български революционер
- Лазар Младенов (1853 – 1917) български униатски духовник, епископ на Солунския апостолически викариат
- Лазар Стефанов (Попстефанов, 1897 – 1941), български комунистически революционер, съветски офицер

### М
- Марко Георгиевич Везьов, български търговец, дарител, сръбски дипломат
- Марко Теодорович Везьов (около 1760 – 1840), български търговец, писател и издател, автор на първия български буквар
- Мая Вапцарова, българска общественичка, член на СЕМ
- Методи Терзиев (1918 – ?), деец на ВМРО и ВМРО-СМД
- Миле Бизев (1878 – 1906), деец на ВМОРО
- Миле Рахов (1869 – 1940), деец на ВМОРО
- Милош Колчагов (1886 – 1958), български революционер
- Михаил Герман (Михаил Германович) (около 1780 – 1840), сръбски дипломат, брат на Лазар Герман
- Михаил Клечеров (р. 1982), български биатлонист
- Михаил Иванов Сирлещов (1872 – 1944), български търговец, починал в София[23]
- Михалко Голев, български иконописец

### Н
- Неофит Рилски (1793 – 1881), български просветител
- Неофит Самоковски (1700 – 1778), висш български духовник, последен самоковски владика на Печката патриаршия
- Никола Вапцаров (1909 – 1942), български поет
- Никола Иванов Хаджиласков (? – ?), български търговец и индустриалец
- Никола Попфилипов (1832 – 1896), български просветен деец
- Никола Разлогов (1885 – 1975), български революционер
- Никола Фурнаджиев (1840 – 1909), български революционер
- Николай Проев – Пройката (1959 – 2011), български алпинист

### П
- Пантелей Хаджистоилов, български търговец, създател на Търговската камара в Белград
- Петър Бенин (около 1722 – около 1844), български възрожденски деец
- Петър Николов, доброволец в четата на Иван Атанасов – Инджето през Сръбско-българската война в 1885 година[24]
- Петър Шопов (р. 1978), български футболист
- Петър Янакиев Сичанов, учил в Робърт колеж от 1864/1865 година до 1866/1867 година[17]
- Паисий Хилендарски (1722 – 1773), български народен будител, светец

### Р
- Радон Тодев (1869 – 1903), български революционер

### С
- Сава Мехомийски (? – 1908), български революционер
- Серафим Щипски (1711 – 1800), висш български духовник, игумен на Рилския манастир, Щипски владика на Ипекската патриаршия
- Симеон Молеров (1816 – 1903), български живописец
- Симеон Молеров (1875 – 1923), български революционер и политик
- Светозар Тонджоров (1870 – 1954), български журналист

### Т
- Архимандрит Теодосий I Рилски (около 1726 – 1801), български духовник, игумен на Рилския манастир
- Теофил Иванов (1865 – 1902), български революционер, войвода на ВМОК
- Тодор Хаджирадонов (? – 1895), самобитен български конструктор и майстор-часовникар
- Тома Вишанов Молера (около 1750 – ?), български зограф

### Х
- Харитон Рилски (1752 – ?), български духовник, таксидиот на Рилския манастир, автор на три преписа на Паисиевата история
- Христо Сирилещов, учител в Скребатно от 1855 година[25]
- Христо Радонов (1923 – 1995), български политик, офицер, генерал-лейтенант

### Ф
- Филип Чакъров (1863 – ?), български революционер

### Македоно-одрински опълченци от Банско
- Георги Иванов Колчагов на 18 години служи в 3 рота на 5 охридска дружина[26]
- Димитър Н. Колчагов на 17 години служи в Продоволствения транспорт на МОО и във 2 рота на 5 одринска дружина,[26] починал през Първата световна война.[27]
- Миле Н. Кочагов на 39 години, земеделец с I клас образование, служи в четата на Йонко Вапцаров, в Продоволствения транспорт на МОО и в 14 воденска дружина[26]
- Милош Тошков Колчагов служи в четата на Йонко Вапцаров и в 13 кукушка дружина[26]
- Тоше К. Колчагов на 38 години, земеделец с III отделение образование служи в четата на Йонко Вапцаров[26]

## Починали в Банско
- Александър Буйнов (1879 – 1924), български революционер
- Борис Тодев (1877 – 1905), български революционер
- Горан Стойкович (1972 – 2015), политик от Северна Македония
- Григор Фустанов (? – 1928), революционер от ВМРО
- Димитър Велеганов (1812 – 1883), български леяр
- Димитър Бараков (1888 – 1931), български комунист и кмет на града в периода 1921 – 1923